# 迪尼
迪尼（法語：Dugny，法語發音：[dyɲi] ⓘ）是法国法蘭西島大區塞纳-圣但尼省的一个市镇，位于该省中西部，属于博比尼区。

## 地理
迪尼（48°57'13"N, 2°24'59"E）面积3.89 平方千米，位于法国法蘭西島大區塞纳-圣但尼省，该省份为法国北部内陆省份，毗邻巴黎。
与迪尼接壤的市镇（或旧市镇、城区）包括：法兰西地区博讷伊、拉库尔讷沃、勒布爾熱、勒布朗梅尼勒、斯坦、加尔日莱戈内斯。

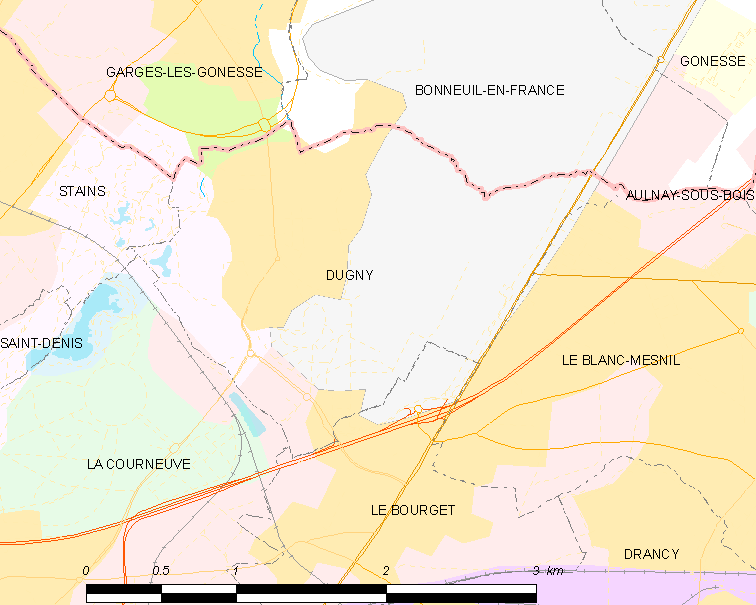
迪尼的OSM定位图

迪尼的时区为UTC+01:00、UTC+02:00（夏令时）。

## 行政
迪尼的邮政编码为93440，INSEE市镇编码为93030。

## 政治
迪尼所属的省级选区为拉库尔讷沃县。

## 人口

1962-2008年间迪尼人口变化图示

迪尼于2022年1月1日时的人口数量为11723人。